# Botryllus eilatensis
Botryllus eilatensis är en sjöpungsart som beskrevs av Shenkar och Monniot 2006. Botryllus eilatensis ingår i släktet Botryllus och familjen Styelidae. Inga underarter finns listade.